# Jogos para Sempre
Jogos para Sempre foi um programa esportivo de televisão exibido pelo SporTV de 2005 a 2011, contando histórias de grandes jogos do futebol brasileiro comandado pelos jornalistas Victorino Chermont e Lúcio de Castro. A atração é hoje quadro do Baú do Esporte.

## Lista de programas
| Jogo                            | Ano  | Participantes                           |
| ------------------------------- | ---- | --------------------------------------- |
| Flamengo 6 x 0 Botafogo         | 1981 | Zico, Paulo Sérgio e Leo Jaime          |
| Grêmio 2 x 1 Peñarol            | 1983 | Tita e Eduardo Bueno                    |
| Corinthians 3 x 1 São Paulo     | 1982 | Wladimir, Oscar e Marcelo Rubens Paiva  |
| Fluminense 3 x 2 Flamengo       | 1995 | Renato Gaúcho, Luxemburgo e Toni Platão |
| Internacional 2 x 1 Grêmio      | 1989 | Abel, Cuca e Luiz Fernando Verissimo    |
| São Paulo 3 x 3 Guarani         | 1986 | Careca, Ricardo Rocha e Andreas Kisser  |
| Vasco 1 x 1 River Plate         | 1998 | Mauro Galvão e Marcos Palmeira          |
| Cruzeiro 5 x 4 Internacional    | 1976 | Nelinho, Cláudio Duarte e Lô Borges     |
| Palmeiras 3 x 2 Corinthians     | 2000 | Galeano, Vampeta e João Armento         |
| Botafogo 4 x 4 Vasco            | 2007 | Túlio, Jorge Luiz e Arnaldo Bloch       |
| Palmeiras 3 x 0 River Plate     | 1999 | César Sampaio e Rogério                 |
| Flamengo 3 x 1 Vasco            | 2001 | Júlio César e Juninho Paulista.         |
| Flamengo 3 x 0 Santos           | 1983 | Adílio e Chulapa.                       |
| Corinthians 2 x 3 Santos        | 2002 | Robinho e Vampeta.                      |
| Corinthians 2 x 1 Santos        | 2001 | Gil e Marcelinho Carioca.               |
| Palmeiras 3 x 4 Vasco           | 2000 | Tuta e Viola.                           |
| Fluminense 1 x 0 Flamengo       | 1983 | Delei e Júnior.                         |
| Grêmio 2 x 0 Portuguesa         | 1996 | Paulo Nunes e Candinho.                 |
| Grêmio 2 x 1 Sport              | 1989 | Mazarópi e Cuca.                        |
| Internacional 2 x 2 São Paulo   | 2006 | Clêmer e Aloísio.                       |
| Palmeiras 4 x 0 Corinthians     | 1993 | Evair e Paulo Sérgio.                   |
| Corinthians 2 x 0 Cruzeiro      | 1998 | Vampeta e Gilberto.                     |
| Palmeiras 4 x 2 Flamengo        | 1999 | Euller e Rodrigo Mendes.                |
| São Paulo 1 x 0 Liverpool       | 2005 | Josué e Nasi.                           |
| Atlético Mineiro 4 x 2 Cruzeiro | 1999 | Alexandre Gallo e Müller.               |
| Cruzeiro 2 x 1 São Paulo        | 2000 | Fábio Júnior e Maldonado                |
| Botafogo 1 x 1 Santos           | 1995 | Túlio Maravilha e Narciso               |
| Corinthians 0 x 2 Fluminense    | 1984 | Assis e Wladimir                        |
| Vasco 5 x 2 Corinthians         | 1980 | Roberto Dinamite                        |
| Fluminense 3 x 2 Vasco          | 1989 | Edinho e Geovani                        |
| Flamengo 1 x 0 Vasco            | 1978 | Rondinelli e Abel Braga                 |
| Flamengo 3 x 2 Atlético Mineiro | 1980 | Raul Plassmann e Reinaldo               |
| Fluminense 1 x 1 Corinthians    | 1976 | Francisco Horta e Washington Olivetto   |
| São Paulo 3 x 2 Botafogo        | 1981 | Everton Nogueira e Paulo Sérgio         |
| Botafogo 1 x 0 Flamengo         | 1989 | Maurício e Zé Carlos                    |
| São Paulo 0 x 1 Vasco           | 1989 | Sorato                                  |
| Brasil 0 x 1 Argentina          | 1990 | Careca                                  |
| Brasil 3 x 1 Uruguai            | 1970 | Carlos Alberto Torres                   |
| Brasil 3 x 2 Holanda            | 1994 | Branco                                  |
| Brasil 1 x 0 Inglaterra         | 1970 | Félix                                   |
| Brasil 2 x 0 Uruguai            | 1993 | Carlos Alberto Parreira                 |
| Brasil 0 x 3 França             | 1998 | Zagallo                                 |
| Brasil 2 x 3 Itália             | 1982 | Zico                                    |
| Brasil 0 x 2 Holanda            | 1974 | Paulo Cézar Caju                        |
| Brasil 3 x 1 Argentina          | 1982 | Júnior                                  |
| Brasil 0 x 0 Itália             | 1994 | Dunga e Mauro Silva                     |
| Brasil 2 x 0 Alemanha           | 2002 | Roque Júnior e Edílson                  |